# Municipio de Exeter (condado de Luzerne)
El municipio de Exeter  (en inglés: Exeter Township) es un municipio ubicado en el condado de Luzerne en el estado estadounidense de Pensilvania. En el año 2000 tenía una población de 2.557 habitantes y una densidad poblacional de 76.6 personas por km².

## Geografía
El municipio de Exeter se encuentra ubicado en las coordenadas 41°22′00″N 75°49′59″O / 41.36667, -75.83306.

## Demografía
Según la Oficina del Censo en 2000 los ingresos medios por hogar en la localidad eran de $43,600 y los ingresos medios por familia eran $49,722. Los hombres tenían unos ingresos medios de $33,547 frente a los $25,428 para las mujeres. La renta per cápita para la localidad era de $18,134. Alrededor del 6,1% de la población estaban por debajo del umbral de pobreza.